# ماجنوم بي آي (مسلسل 2018)
ماجنوم بي آي (بالإنجليزية: Magnum P.I. )‏ هو مسلسل أكشن دراما أمريكي من بطولة جاي هيرنانديز، بيرديتا ويكس، زخاري نايتون، ايمي هيل وتيم كانج. المسلسل هو ريبوت لمسلسل يحمل نفس الاسم عرض في الفترة من 1980 حتى 1988.

## وصلات خارجية
- ماجنوم بي آي على موقع IMDb (الإنجليزية)
- ماجنوم بي آي على موقع ميتاكريتيك (الإنجليزية)
- ماجنوم بي آي على موقع روتن توميتوز (الإنجليزية)
- ماجنوم بي آي على موقع فيلمافينيتي (الإسبانية)
- ماجنوم بي آي على موقع كينوبويسك (الروسية)
- ماجنوم بي آي على موقع ألو سيني (الفرنسية)
- ماجنوم بي آي على موقع قاعدة بيانات الفيلم (الإنجليزية)